# John Saxon
John Saxon (nascut Carmine Orrico; 5 d'agost de 1936 - 25 de juliol de 2020) va ser un actor estatunidenc que va treballar en més de 200 projectes de cinema i televisió durant un període de 60 anys. Era conegut pel seu treball en westerns i pel·lícules de terror, sovint interpretant a agents de policia i detectius.
Nascut i criat a Brooklyn, Saxon va estudiar interpretació amb Stella Adler abans de començar la seva carrera com a actor contractat per a Universal Pictures, apareixent en pel·lícules com Rock, Pretty Baby (1956) i Portrait in Black (1961), que li van fer guanyar una reputació com a ídol adolescent i li van guanyar un Globus d'Or a la nova estrella de l'any – actor. Durant les dècades de 1970 i 1980, es va establir com a actor de personatges, interpretant sovint funcionaris de l'ordre en pel·lícules de terror com ara Black Christmas (1974) i Malson a Elm Street (1984).
Saxon va aparèixer en nombroses pel·lícules italianes des de principis dels anys 60. En una entrevista del 2002, va dir d'aquest període: "En aquell moment, Hollywood passava per una crisi, però Anglaterra i Itàlia feien moltes pel·lícules. A més, vaig pensar que les pel·lícules europees eren d'una qualitat molt més madura que la majoria de les que Hollywood estava fent en aquell moment." Saxon va aparèixer en produccions italianes durant les dècades de 1970 i 1980, fins al 1994, quan va fer Jonathan degli orsi.
A més dels seus papers en pel·lícules de terror, Saxon va protagonitzar amb Bruce Lee la pel·lícula d'arts marcials Enter the Dragon (1973), i va tenir papers secundaris als westerns. The Appaloosa (1966; pel qual va ser nominat al Globus d'Or al millor actor secundari), Death of a Gunfighter (1969) i Joe Kidd (1972), així com el thriller per a televisió Raid on Entebbe (1977). A la dècada de 1990, Saxon va aparèixer ocasionalment en pel·lícules, amb petits papers a El nou malson (1994) i Obert fins a la matinada (1996).

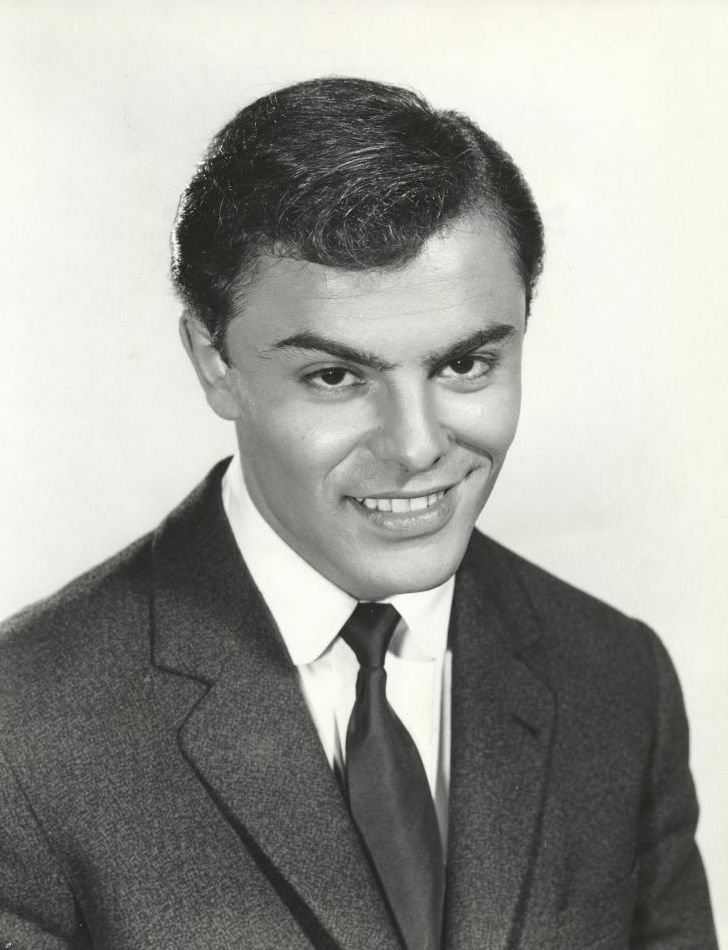
John Saxon el 1958

## Primers anys
D'origen italià, Saxon va néixer Carmine Orrico a Brooklyn el 1936. El seu pare, Antonio Orrico , era un treballador portuari nascut a Nova York, i la seva mare Anna (née Protettore) era una immigrant de Calàbria. L'italià era la llengua principal que es parlava a casa, tot i que també parlava una mica de castellà. Va assistir a la New Utrecht High School i va estudiar interpretació amb la famosa entrenadora d'actuació Stella Adler. Va entrar al món de l'espectacle quan era adolescent, quan va ser vist per un explorador de models en una sala de cinema.
Segons la biografia de Robert Hofler de 2005, The Man Who Invented Rock Hudson: The Pretty Boys and Dirty Deals of Henry Willson, l'agent Henry Willson va veure la foto de Saxon a la portada d'una revista de detectius, on Saxon es efia passar per "un noi porto-riqueny" que rep un tret i cau sobre un contenidor d'escombraries mentre la seva xicota mira. Willson immediately contacted the boy's family in Brooklyn. Amb el permís dels seus pares, l'Orrico, de 17 anys, va contractar amb Willson, i se li va donar el nom artístic John Saxon. Va contractar amb Universal Studios l'abril de 1954 per 150 dòlars setmanals.

## Carrera

### Universal Pictures

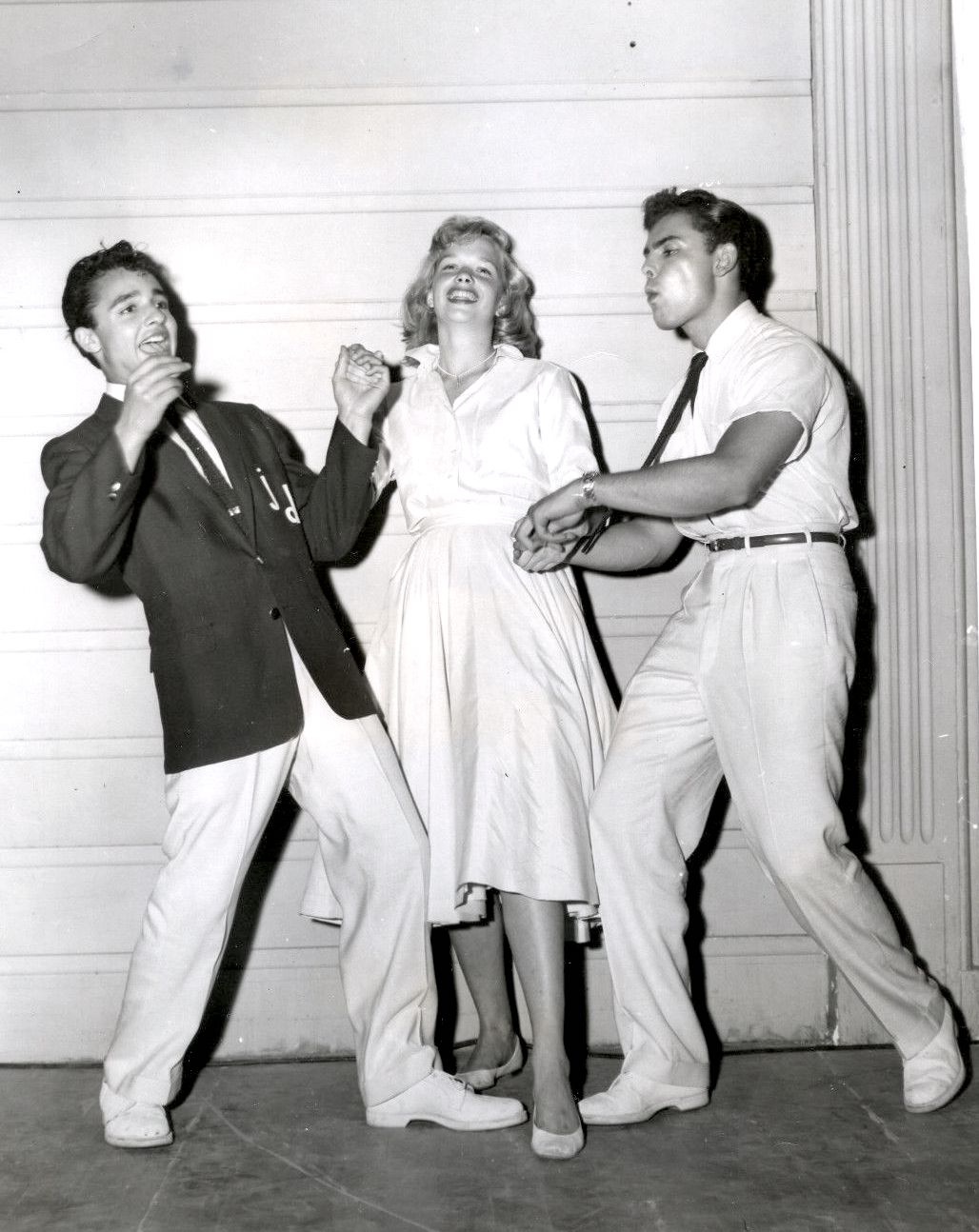
Saxon (dreta) amb Sal Mineo i Sue George en una fotografia publicitària per a Rock, Pretty Baby (1956)

Saxon va passar 18 mesos a Universal abans que l'estudi el va utilitzar per primera vegada en una pel·lícula. El seu primer paper significatiu va ser un delinqüent juvenil a Running Wild (1955), coprotagonitzada per Mamie Van Doren. Segons Filmink, "el jove Saxon tenia una qualitat d'adolescent arruïnat i melancòlic que estava de moda a mitjans dels anys 50 a Hollywood."
Després li van donar un bon paper a The Unguarded Moment (1956), interpretant a un jove que aparentment persegueix Esther Williams. Durant el febrer de 1956, Universal va exercir la seva opció sobre Saxon i li pagaven 225 dòlars setmanals.

### Ídol adolescent
Saxon va ser el protagonista d'una pel·lícula per a adolescents de baix pressupost, Rock, Pretty Baby (1956), que es va convertir en un èxit inesperat i va establir a Saxon com un ídol adolescent. Els executius d'Universal estaven contents i Ross Hunter va anunciar que seria a Teach Me How To Cry. Saxon va repetir ràpidament el seu paper de Rock, Pretty Baby en una seqüela, Summer Love  (1958). En aquest moment, estava rebent unes 3.000 cartes de fans a la setmana. Després va fer Teach Me How to Cry amb Sandra Dee, que va ser retitulada The Restless Years (1958).

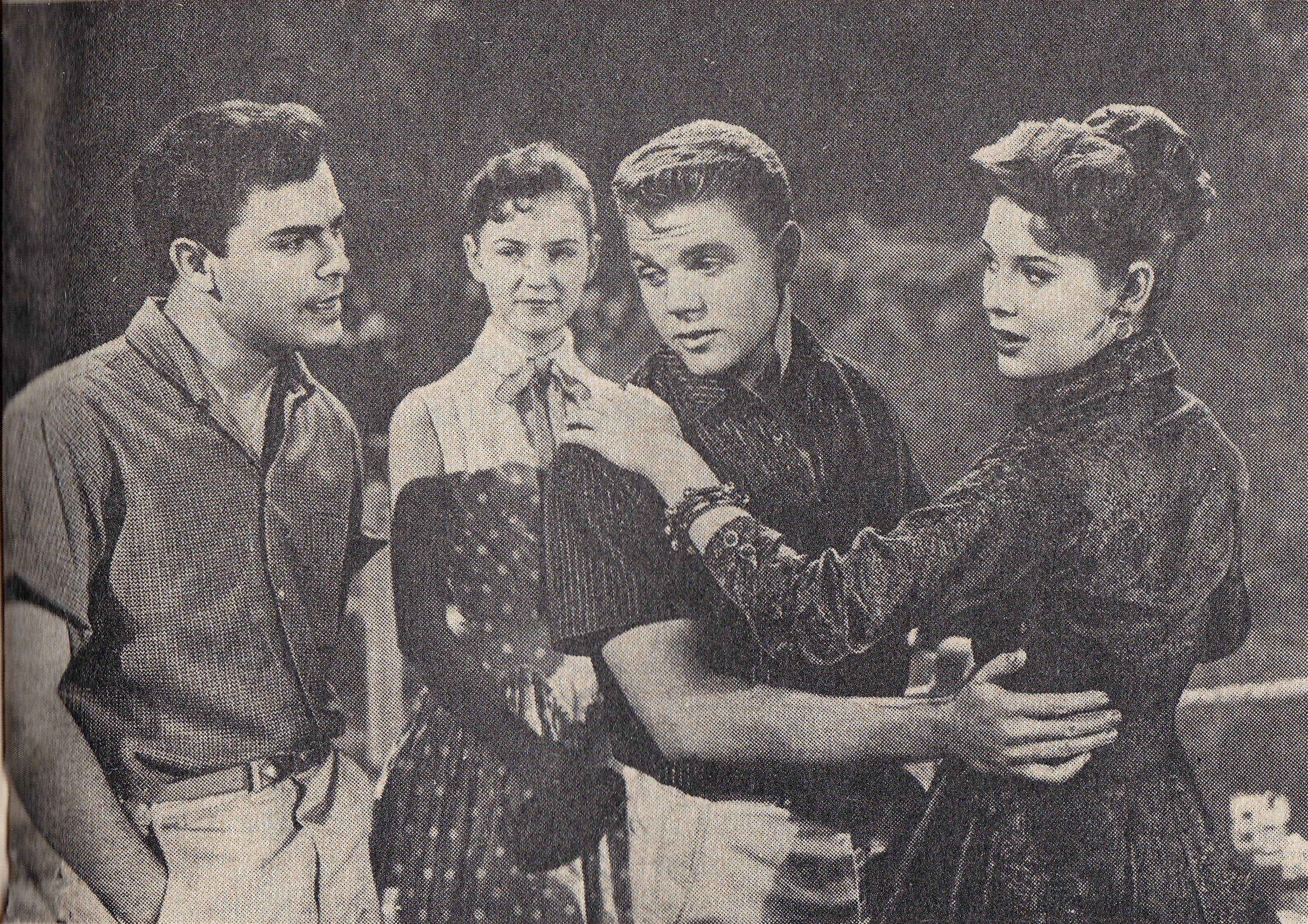
John Saxon, Shelley Fabares, John Wilder i Jill St. John a Summer Love (1958)

Universal el va posar en una pel·lícula "A", This Happy Feeling (1958), dirigida per Blake Edwards, on Saxon va romandre amb Debbie Reynolds en suport de Curt Jurgens. MGM el va prestar per aparèixer al costat de Sandra Dee a The Reluctant Debutante (1958), per al director Vincente Minnelli, que va ser molt vista. Saxon va ser classificat tercer, per sota de Rex Harrison i Kay Kendall. Va tenir un paper de suport en un drama bíblic de gran pressupost sobre Sant Pere, The Big Fisherman (1959) per al director Frank Borzage, protagonitzada per Howard Keel. Llançada per Buena Vista en comptes d'Universal-International, va ser una decepció financera.
L'agost de 1958, Saxon va signar un acord de tres pel·lícules amb Hecht-Hill-Lancaster, el primer dels quals havia de ser el paper principal a Cry Tough ( 1959), una pel·lícula sobre delinqüents juvenils. L'havia de seguir amb The Ballad at Cat Ballou (no es va fer fins anys més tard, amb Jane Fonda). En canvi, per a HHL, va treballar amb un altre director important, John Huston, al western Els que no perdonen (1960), interpretant un indi en suport de Burt Lancaster i Audrey Hepburn. De tornada a Universal, va romandre en un paper secundari per Portrait in Black' ' (1960), reunit amb Dee, amb Lana Turner i Anthony Quinn.
Va aparèixer al western Posse from Hell (1961) amb Audie Murphy i va protagonitzar sèries de televisió, com ara General Electric Theatre i The Dick Powell Theatre. "I want to do all sorts of character parts," he said in 1960.
Saxon va interpretar un soldat assassí en sèrie a War Hunt (1962) i va tenir un petit paper en la comèdia d'èxit Mr. Hobbs Takes a Vacation (1962).

### Europa
Saxon va viatjar a Itàlia per fer Agostino (1962).
El 1963, Saxon va protagonitzar amb Letícia Román la pel·lícula giallo italiana de Mario Bava La noia que sabia més del compte.
Va tornar a Hollywood per actuar a El cardenal (1963) d’Otto Preminger i a un episodi de Bob Hope Presents the Chrysler Theatre, després va tornar a Europa per rodar Sette contro la morte (1964).
Only the Brave Know Hell (1965) va ser rodada a les Filipines; Night Caller from Outer Space (1965) va ser una pel·lícula de ciència-ficció rodat a Gran Bretanya.
El 1966, va protagonitzar el clàssic de ciència-ficció i terror de Curtis Harrington Queen of Blood amb Basil Rathbone i Dennis Hopper,va aparèixer al costat de Marlon Brando a The Appaloosa (1966), guanyant una nominació al Globus d'Or com a millor actor secundari pel seu paper d'un bandoler mexicà. Saxon recorda: "Aquest va ser per a mi un paper fantàstic i una cosa per a la qual estava preparat, però ell [Brando] estava desanimat. Va dir que havia prestat un munt de diners al seu pare i el que em deia era que el seu pare li va arruïnar la vida en perdre tots els seus diners. Estava una mica avorrit a la pel·lícula."
The Doomsday Flight (1966) va ser una pel·lícula feta per a la televisió. En una entrevista l'any 1966, va dir: "Mai em vaig sentir còmode sent un vehicle de somnis adolescent... Em considerava un artesà".
Va interpretar Marco Polo a l’episodi 26 de The Time Tunnel ("Attack of the Barbarians"), es va emetre originalment el 10 de març de 1967 i va ser actor convidat a Bonanza el 1967 ("The Conquistadores"). A l'episodi 19, la temporada 5 de The Virginian ("The Modoc Kid") Saxon va aparèixer en el paper principal al costat de Harrison Ford, apareixent en un dels seus primers papers parlants. I el 1969 va tornar a aparèixer a Bonanza ("My Friend, My Enemy").
Saxon va participar en una comèdia sexual per a Sam Katzman, For Singles Only (1968), i v aparèixer en alguns westerns, I tre che sconvolsero il West (Vado, vedo e sparo) (1968), Death of a Gunfighter (1969), The Men from Shiloh (rebatejada com The Virginian, 1971), i Joe Kidd (1972) (de nou interpretant un mexicà, aquesta vegada un revolucionari anomenat Luis Chama). Baciamo le mani (1973) va ser un thriller fet a Itàlia.
Va passar tres anys interpretant al doctor Theodore Stuart a la sèrie de televisió The Bold Ones: The New Doctors (1969–1972).

### Enter the Dragoni dècada del 1970

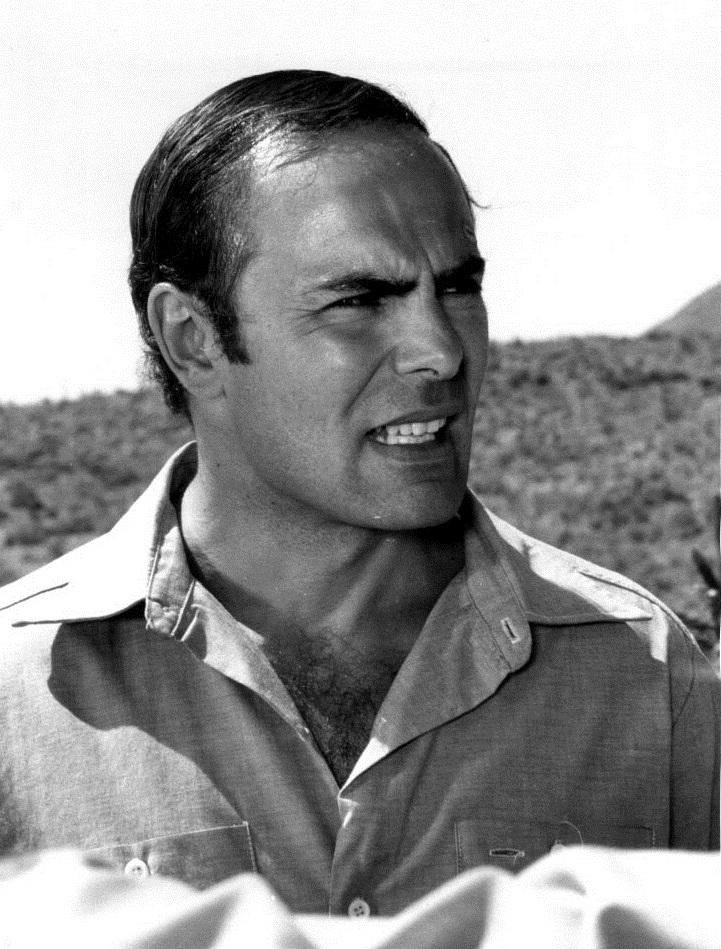
Saxon a Petrocelli, 1975,

Saxon, que havia practicat arts marcials des de 1957, va fer el paper de lluitador Roper a la pel·lícula de 1973's Enter the Dragon. Era el primer paper principal de Bruce Lee en una pel·lícula de Hollywood. Gairebé refusa de participar a Enter the Dragon, perquè creia que el guió era massa fluix. "Eren 60 pàgines", va explicar Saxon en una entrevista el 2002. "Vaig pensar: no hi ha res per actuar aquí. Ho podria fer un especialista. Però em van convèncer, dient que treballarien sobre els meus suggeriments. Algunes coses les van rodar i van quedar-se a la pel·lícula, però la major part ho van descartar." Després d'Enter the Dragon, Saxon va deixar d'interessar-se en les pel·lícules d'arts marcials.
Va participar en pel·lícules d’acció com Mitchell (1975), The Swiss Conspiracy (1975), Una magnum special per Tony Saitta (1976), Napoli violenta (1976), Mark colpisce ancora (1976), Italia a mano armata (1976), La legge violenta della squadra anticrimine (1976), i Il cinico, l'infame, il violento (1977).
El 1974, va aparèixer com el tinent de policia Fuller a la pel·lícula de terror Black Christmas). El 1974–76, va aparèixer a la sèrie The Six Million Dollar Man, primer com a Major Frederick Sloan i després com a Nedlick. Aquest paper també es va estendre a La dona biònica.
Saxon va interpretar a Dylan Hunt al pilot de televisió de Gene Roddenberry de 1974 Planet Earth, substituint Alex Cord de Genesis II. Científic del segle XX descongelat al món postnuclear de 2133, lidera un equip d'exploradors i es troba amb una societat matriarcal. Tot i que ABC va rebutjar la sèrie, Saxon va interpretar un personatge gairebé idèntic a la telefilm de 1975 Strange New World.
El 1976, Saxon va interpretar un estrangulador homicida semblant a un vampir als episodis de la segona temporada de Starsky & Hutch "Vampire". Va interpretar al capità Radl als episodis de dues parts de Wonder Woman "The Feminum Mystique" (1976). També el 1976, va aparèixer en un episodi de The Rockford Files titulat "A Portrait of Elizabeth", en el qual va interpretar un advocat corporatiu corrupte i pintor anomenat Dave Delaroux, que estava involucrat en una estafa de valors i amb qui l'advocada de Rockford, Beth Davenport, es va enamorar. En aquest episodi, Saxon va poder mostrar les seves considerables habilitats d'arts marcials en dues escenes de lluita. Raid on Entebbe (1977) va ser una pel·lícula de televisió de prestigi per a ell. Moonshine County Express va ser un gran èxit per a New World Pictures de Roger Corman; Saxon va fer una altra pel·lícula per a aquesta companyia, The Bees (1978). Va aparèixer en una pel·lícula de Bollywood, Shalimar (1978), després va tornar a l'explotació:  Fast Company (1979) i The Glove (1979).
Saxon va interpretar Hunt Sears, cap d'un conglomerat de cereals per a esmorzar, al costat de Robert Redford i Jane Fonda a la pel·lícula nominada a l'Oscar de 1979 The electric horseman.

### Dècades del 1980-1990
Va aparèixer a la pel·lícula de televisió de 1982 Rooster i va ser un convidat ocasional de celebritats al programa de jocs de curta durada Whew!, inclosa durant la darrera setmana de la sèrie. Els seus amplis crèdits televisius inclouen dos anys com a Tony Cumson a Falcon Crest (1982, 1986–1988) i el paper recurrent de Rashid Ahmed a Dynasty (1982–84). Va aparèixer dues vegades (en diferents papers) a The A-Team, el 1983 i el 1985.

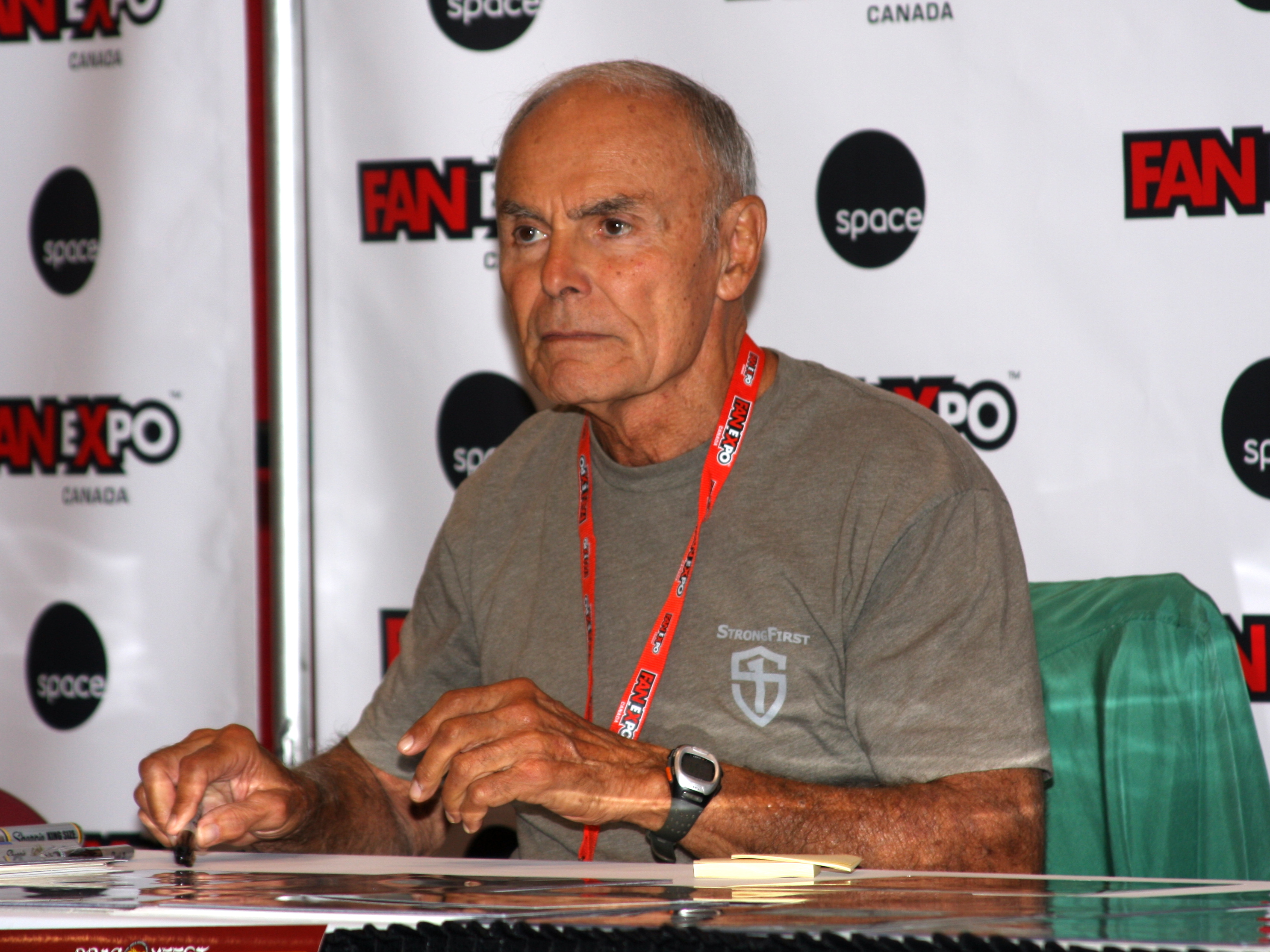
Saxon a la Fan Expo Canada el 2014.

Saxon va interpretar a Tenebre de Dario Argento (1982) un agent capriciós de l'heroi de l'escriptor; a Batalla més enllà de les estrelles (1980) a Sador; a Apocalypse domani (1980) va interpretar un veterà del Vietnam turmentat perquè el seu amic sense valor el va mossegar i anys més tard, comença a tenir ganes de fer el mateix; a Prisoners of the Lost Universe un senyor de la guerra de l'univers alternatiu, i a Malson a Elm Street de Wes Craven (1984) el pare de l’heroïna Nancy Thompson. Va reprendre el paper a Malson a Elm Street 3 (1987) i El nou malson (1994) on es va interpretar ell mateix en un paper doble.
Va debutar com a director l'any 1987 amb la pel·lícula de terror Zombie Death House, protagonitzada per Dennis Cole i Anthony Franciosa. Filmink va escriure: "Pocs altres actors de la seva generació tenen una trajectòria tan bona en" pel·lícules de terror. "Per què va aparèixer en tantes? Suposo que, per començar, estava disposat, no era esnob. Va ser un bon policia a la pantalla i sempre hi ha papers per a un actor policial en una pel·lícula slasher. També podria semblar espantós, així que va fer un excel·lent vilà."
Va protagonitzar Blood Salvage (1990) com Clifford Evans, Maximum Force (1992) com a Capità Fuller, i també va aparèixer a Obert fins a la matinada (1996).

### Darrers anys
En els seus darrers anys, Saxon va continuar apareixent principalment en pel·lícules independents i va aparèixer en diverses sèries de televisió. Va tenir un paper convidat notable a "Grave Danger", el final de la cinquena temporada de CSI: Crime Scene Investigation, que va ser dirigit pel guionista, director i actor d' Obert fins a la matinada Quentin Tarantino. Saxon va protagonitzar l'episodi al costat d’Andrew Prine . També va aparèixer en un episodi ("Pelts") de la sèrie d'antologia de terror Masters of Horror, que el va reunir amb el director de Tenebrae Dario Argento.
Saxon va ser un convidat habitual a convencions de cinema de terror i de culte, inclosa la Creation Entertainment – Weekend of Horrors 2010 el 21 de maig de 2010 a Los Angeles. El seu darrer paper d'actuació va ser a la pel·lícula Bring Me the Head of Lance Henriksen, que en el moment de la seva mort estava en postproducció.

## Vida personal
John Saxon es va casar tres vegades. El seu primer matrimoni va ser amb Mary Ann Saxon, guionista i directora de desenvolupament de televisió. La seva segona dona va ser Elizabeth (Phillips) Saxon, antiga banquera d'inversions, negociadora d'un sindicat de companyies aèries i psicòloga. La tercera i última dona de John Saxon va ser Gloria (Potts) Martel Saxon, model i esteticista. He had a son with Mary Ann Saxon, named Antonio. Era demòcrata.
Saxon tenia un cinturó negre en karate Shotokan, després d'haver estudiat amb Hidetaka Nishiyama, i també tenia coneixements de judo.

## Mort

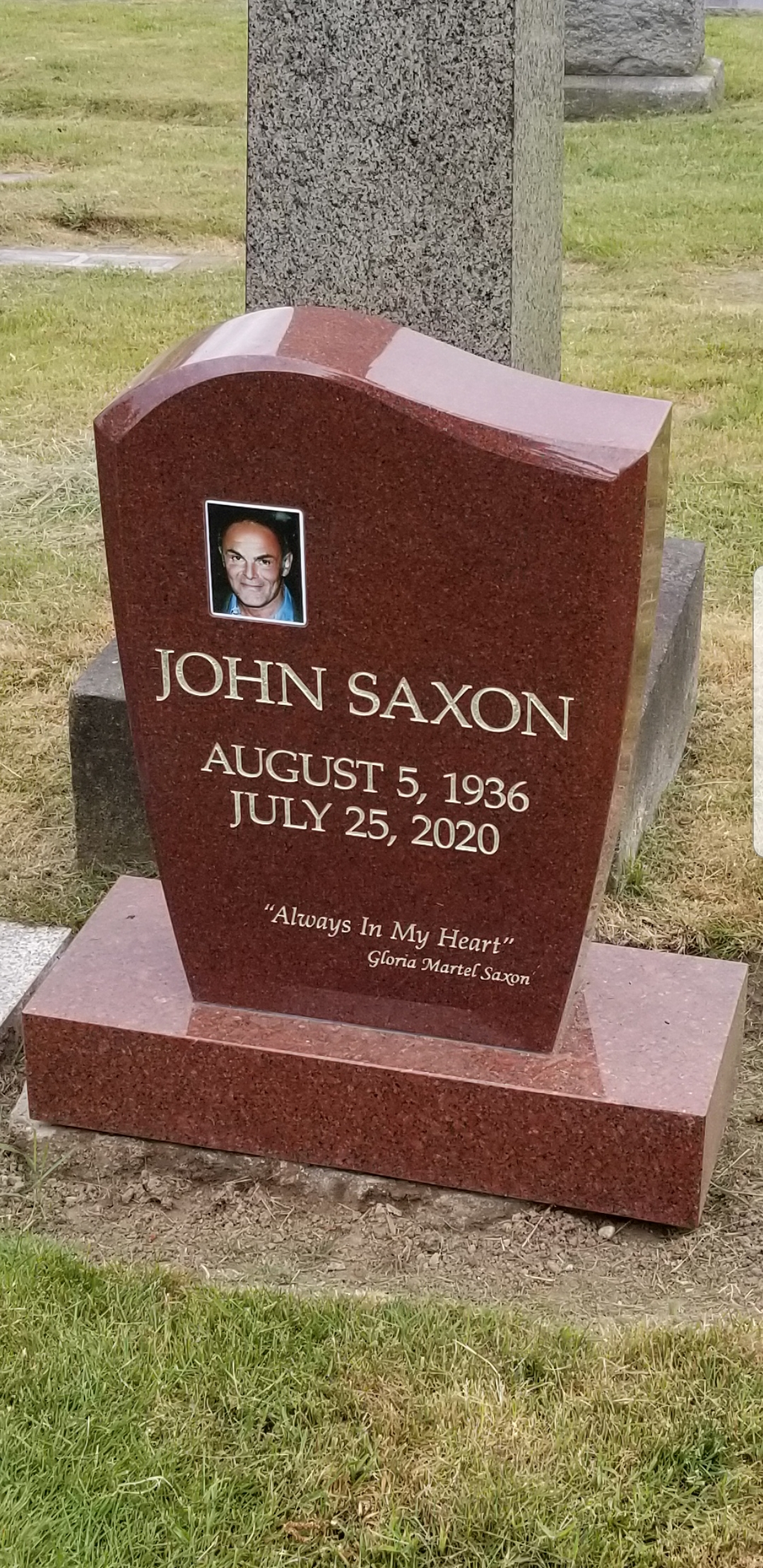
Tomba de Saxon a Lake View Cemetery, Seattle

Saxon va morir de complicacions de la pneumònia, el 25 de juliol de 2020, als 83 anys, a Murfreesboro (Tennessee), una ciutat a unes 35 milles al sud-est de Nashville, on havia residit. durant diversos anys. Fou enterrat a Lake View Cemetery a Seattle, a la vora del seu amic Bruce Lee.

## Filmografia

### Cinema
| Any  | Títol                                              | Paper                                   | Notes                           |
| ---- | -------------------------------------------------- | --------------------------------------- | ------------------------------- |
| 1954 | It Should Happen to You                            | Noi mirant al parc                      | sense acreditar                 |
| 1954 | A Star Is Born                                     | Movie Premiere Usher                    | sense acreditar                 |
| 1955 | Running Wild                                       | Vince Pomeroy                           |                                 |
| 1956 | The Unguarded Moment                               | Leonard Bennett                         |                                 |
| 1956 | Rock, Pretty Baby                                  | Jimmy Daley                             |                                 |
| 1957 | Summer Love                                        | Jimmy Daley                             |                                 |
| 1958 | This Happy Feeling                                 | Bill Tremaine                           |                                 |
| 1958 | The Reluctant Debutante                            | David Parkson                           |                                 |
| 1958 | The Restless Years                                 | Will Henderson                          |                                 |
| 1959 | Cry Tough                                          | Miguel Antonio Enrico Francisco Estrada |                                 |
| 1959 | The Big Fisherman                                  | Prince Voldi                            |                                 |
| 1960 | Els que no perdonen                                | Johnny Portugal                         |                                 |
| 1960 | Portrait in Black                                  | Blake Richards                          |                                 |
| 1960 | The Plunderers                                     | Rondo                                   |                                 |
| 1961 | Posse from Hell                                    | Seymour Kern                            |                                 |
| 1962 | War Hunt                                           | Private Raymond Endore                  |                                 |
| 1962 | Mr. Hobbs Takes a Vacation                         | Byron Grant                             |                                 |
| 1962 | Agostino                                           | Renzo                                   |                                 |
| 1963 | La noia que sabia més del compte                   | Dr. Marcello Bassi                      |                                 |
| 1963 | El cardenal                                        | Benny Rampell                           |                                 |
| 1964 | Sette contro la morte                              | Soldat Joe Cramer                       |                                 |
| 1965 | Only the Brave Know Hell                           | Captain Kermit Dowling                  |                                 |
| 1965 | Night Caller from Outer Space                      | Dr. Jack Costain                        |                                 |
| 1966 | Queen of Blood                                     | Allan Brenner                           |                                 |
| 1966 | The Appaloosa                                      | Chuy Medina                             |                                 |
| 1968 | For Singles Only                                   | Bret Hendley                            |                                 |
| 1968 | I tre che sconvolsero il West (Vado, vedo e sparo) | Clay Watson                             |                                 |
| 1969 | Death of a Gunfighter                              | Lou Trinidad                            |                                 |
| 1971 | Mr Kingstreet's War                                | Jim Kingstreet                          |                                 |
| 1972 | Joe Kidd                                           | Luis Chama                              |                                 |
| 1972 | Baciamo le mani                                    | Gaspare Ardizzone                       |                                 |
| 1973 | Enter the Dragon                                   | Roper                                   |                                 |
| 1974 | Black Christmas                                    | Tinent Ken Fuller                       |                                 |
| 1974 | Planet Earth                                       | Dylan Hunt                              |                                 |
| 1975 | Metralleta 'Stein'                                 | Mariano Beltrán                         |                                 |
| 1975 | Mitchell                                           | Walter Deaney                           |                                 |
| 1976 | The Swiss Conspiracy                               | Robert Hayes                            |                                 |
| 1976 | Una magnum special per Tony Saitta                 | Sergeant Ned Matthews                   |                                 |
| 1976 | Napoli violenta                                    | Francesco Capuano                       |                                 |
| 1976 | Mark colpisce ancora                               | Inspector Altman                        |                                 |
| 1976 | Italia a mano armata                               | Jean Albertelli                         |                                 |
| 1976 | La legge violenta della squadra anticrimine        | Comissari Jacovella                     |                                 |
| 1977 | Il cinico, l'infame, il violento                   | Frank Di Maggio                         |                                 |
| 1977 | Moonshine County Express                           | J.B. Johnson                            |                                 |
| 1977 | Tre soldi e la donna di classe                     | Desconegut                              | Inacabada                       |
| 1978 | The Bees                                           | John Norman                             |                                 |
| 1978 | Shalimar                                           | Colonel Columbus                        |                                 |
| 1979 | Fast Company                                       | Phil Adamson                            |                                 |
| 1979 | The Glove                                          | Sam Kellog                              |                                 |
| 1979 | The electric horseman                              | Hunt Sears                              |                                 |
| 1980 | Beyond Evil                                        | Larry Andrews                           |                                 |
| 1980 | Apocalypse domani                                  | Norman Hopper                           |                                 |
| 1980 | Batalla més enllà de les estrelles                 | Sador                                   |                                 |
| 1980 | Running Scared                                     | Captain Munoz                           |                                 |
| 1981 | Blood Beach                                        | Captain Pearson                         |                                 |
| 1982 | Objectiu mortal                                    | Homer Hubbard                           |                                 |
| 1982 | Una di troppo                                      | Sergio Puccini, el notari               |                                 |
| 1982 | Assassinio al cimitero etrusco                     | Arthur Barnard                          |                                 |
| 1982 | Tenebre                                            | Peter Bullmer                           |                                 |
| 1982 | Desire                                             | Joe Hale                                |                                 |
| 1983 | Prisoners of the Lost Universe                     | Kleel                                   |                                 |
| 1983 | The Big Score                                      | Davis                                   |                                 |
| 1984 | Malson a Elm Street                                | Tinent Donald Thompson                  |                                 |
| 1985 | Fever Pitch                                        | Editor d’esports                        |                                 |
| 1986 | Vendetta dal futuro                                | Francis Turner                          |                                 |
| 1987 | Malson a Elm Street 3                              | Donald Thompson                         |                                 |
| 1987 | House Made of Dawn                                 | Tosamah                                 |                                 |
| 1987 | Death House                                        | Coronel Gordon Burgess                  | També director                  |
| 1988 | Nightmare Beach                                    | Strycher                                |                                 |
| 1989 | My Mom's a Werewolf                                | Harry Thropen                           |                                 |
| 1989 | Criminal Act                                       | Herb Tamplin                            |                                 |
| 1990 | Aftershock                                         | Oliver Quinn                            |                                 |
| 1990 | The Last Samurai                                   | Haroun Al-Hakim                         |                                 |
| 1990 | The Final Alliance                                 | Ghost                                   |                                 |
| 1990 | Crossing the Line                                  | Jack Kagan                              |                                 |
| 1990 | Blood Salvage                                      | Clifford Evans                          |                                 |
| 1991 | The Arrival                                        | Agent Mills                             |                                 |
| 1992 | Maximum Force                                      | Captain Fuller                          |                                 |
| 1992 | Hellmaster                                         | Professor Jones                         |                                 |
| 1992 | Genghis Khan                                       | Chiledu                                 | Unfinished                      |
| 1993 | The Baby Doll Murders                              | John Maglia                             |                                 |
| 1993 | No Escape No Return                                | James Mitchell                          |                                 |
| 1993 | Jonathan degli orsi                                | Fred Goodwin                            |                                 |
| 1994 | Beverly Hills Cop III                              | Orrin Sanderson                         |                                 |
| 1994 | Killing Obsession                                  | Dr. Sachs                               |                                 |
| 1994 | El nou malson                                      | Ell mateix / Donald Thompson            |                                 |
| 1994 | Frame-Up II: The Cover-Up                          | Charles Searage                         |                                 |
| 1996 | Obert fins a la matinada                           | Agent FBI Stanley Chase                 | Cameo                           |
| 1997 | The Killers Within                                 | Detective Lewis                         |                                 |
| 1997 | Lancelot: Guardian of Time                         | Wolvencroft                             |                                 |
| 1998 | The Party Crashers                                 | Mr. Foster                              |                                 |
| 1998 | Joseph's Gift                                      | Jacob Keller                            |                                 |
| 1999 | Criminal Minds                                     | Antonio DiPaolo Jr.                     |                                 |
| 2001 | Final Payback                                      | Cap de policia George Moreno            |                                 |
| 2001 | Night Class                                        | Murphy                                  |                                 |
| 2002 | Outta Time                                         | James Darabont                          |                                 |
| 2003 | The Road Home                                      | Michael Curtis                          |                                 |
| 2006 | The Craving Heart                                  | Richard Tom                             |                                 |
| 2006 | Trapped Ashes                                      | Leo                                     | Segment: "Stanley's Girlfriend" |
| 2008 | God's Ears                                         | Lee Robinson                            |                                 |
| 2009 | Old Dogs                                           | Paul                                    |                                 |
| 2009 | The Mercy Man                                      | Pare McMurray                           |                                 |
| 2010 | Genghis Khan: The Story Of A Lifetime              | Chiledu                                 |                                 |
| 2010 | Bring Me the Head of Lance Henriksen               | John                                    |                                 |
| 2014 | Roger                                              | Desconegut                              | Short                           |
| 2015 | The Dentros                                        | George Dentros                          | Short                           |
| 2017 | The Extra                                          | Victor Vallient                         |                                 |

### Televisió
| Any       | Títol                                  | Paper | Notes |
| --------- | -------------------------------------- | --- | --- |
| 1955      | Medic                                  | Danny Ortega | — "Walk with Lions" |
| 1961      | General Electric Theater               | Martin Glass | — "Cate in the Cradle" |
| 1962      | The Dick Powell Theatre                | Nick Giller | — "A Time to Die" |
| 1963–1964 | Burke's Law                            | Gil Lynch / Bud Charney | 2 episodis — "Who Killed Cable Roberts" (1963) — "Who Killed the Horne of Plenty?" (1964)                                                      |
| 1964      | Another World                          | Edward Gerard #1 | (8/30/1985–2/26/1986) |
| 1964–1966 | Bob Hope Presents the Chrysler Theatre | Mario Silvetti / Augie | 2 episodis — "Echo of Evil" (1964) — "After the Lion, Jackals" (1966)                                                                          |
| 1965–1975 | Gunsmoke                               | Gristy Calhoun / Pedro Manez / Virgil Stanley / Cal Strom Jr. / Dingo                                                                             | 5 episodis — "Dry Road to Nowhere" (1965) — "The Avengers" (1965) — "The Whispering Tree" (1966) — "The Pillagers" (1967) — "The Squaw" (1975) |
| 1966      | Dr. Kildare                            | Richard Ross | 2 episodis — "The Art of Taking a Powder" — "Read the Book and Then See the Picture"                                                           |
| 1966      | The Doomsday Flight                    | George Ducette | Telefilm |
| 1967      | The Time Tunnel                        | Marco Polo | — "Attack of the Barbarians" |
| 1967      | Winchester 73                          | Dakin McAdam | Telefilm |
| 1967      | Cimarron Strip                         | Screamer | — "Journey to a Hanging" |
| 1967      | Garrison's Gorillas                    | Janus | — "20 Gallons to Kill" |
| 1967–1969 | Bonanza                                | Chief Jocova / Blas / Steven Friday | 3 episodis — "Black Friday" (1967) — "The Conquistadores" (1967) — "My Friend, My Enemy" (1969)                                                |
| 1967–1970 | Ironside                               | Eric Saginor / Carter | 2 episodis — "An Inside Job" (1967) — "Ransom" (1970)                                                                                          |
| 1967–1971 | The Virginian                          | Sergent Terence Mulcahy / Ben Oakes / Dell Stetler                                                                                                | 3 episodis — "The Modoc Kid" (1967) — "Vision of Blindness" (1968) — "The Regimental Line" (1971)                                              |
| 1968      | It Takes a Thief                       | Dead Man | — "A Thief Is a Thief" |
| 1968      | The Name of the Game                   | Peter Max | — "Collector's Edition" |
| 1968      | Istanbul Express                       | Cheval | Telefilm |
| 1969      | The Bold Ones: The New Doctors         | Dr. Theodore Stuart | Paper principal, 29 episodis |
| 1970      | Company of Killers                     | Dave Poohler | Telefilm |
| 1970      | The Intruders                          | Billy Pye | Telefilm shot in 1967 |
| 1972      | The Sixth Sense                        | Dr. Harry Auden | — "Lady, Lady, Take My Life" |
| 1972      | Night Gallery                          | Ianto (segment "I'll Never Leave You – Ever") | — "I'll Never Leave You – Ever / There Aren't Any More MacBanes"                                                                               |
| 1972      | Kung Fu                                | Raven | — "King of the Mountain" |
| 1972      | Banyon                                 | Johnny Clay | — "The Clay Clarinet" |
| 1972      | Norman Corwin Presents                 | Unknown | — "The Better It Looks, the Worse It Is" |
| 1973      | Snatched                               | Paul Maxvill | Telefilm |
| 1973      | The Streets of San Francisco           | Vince Hagopian Jr. | — "A Collection of Eagles" |
| 1973      | The Rookies                            | Farley | — "Cauldron" |
| 1973      | Linda                                  | Jeff Braden | Telefilm |
| 1973      | Police Story                           | Rick Calvelli | — "Death on Credit" |
| 1974      | Banacek                                | Harry Harland | — "The Vanishing Chalice" |
| 1974      | Can Ellen Be Saved?                    | James Hallbeck | Telefilm |
| 1974      | Planet Earth                           | Dylan Hunt | Telefilm |
| 1974      | The Mary Tyler Moore Show              | Mike Tedesco | — "Menage-a-Phyllis" |
| 1974–1976 | The Six Million Dollar Man             | Nedlick / Major Frederick Sloan | 2 episodis — "Day of the Robot" (1974) — "The Return of Bigfoot: Part 1" (1976)                                                                |
| 1975      | Crossfire                              | Dave Ambrose | Telefilm |
| 1975      | Strange New World                      | Captain Anthony Vico | Telefilm |
| 1975      | Petrocelli                             | Richie Martin | — "Mark of Cain" |
| 1976      | The Rockford Files                     | Dave Delaroux | — "A Portrait of Elizabeth" |
| 1976      | La dona biònica                        | Nedlick | — "The Return of Bigfoot: Part 2" |
| 1976      | Starsky and Hutch                      | Rene Nadasy | — "The Vampire" |
| 1976      | Wonder Woman                           | Captain Horst Radl | 2 episodis |
| 1976      | Once an Eagle                          | Capità Townshend | Minisèrie (4 episodis) |
| 1976      | Raid on Entebbe                        | General Benny Peled | Telefilm |
| 1977      | Most Wanted                            | Randall Mason | — "The Insider" |
| 1977      | The Fantastic Journey                  | Consul Tarant | — "A Dream of Conquest" |
| 1977      | Westside Medical                       | Bob Farrow | — "Intensive Care" |
| 1977      | Quincy M.E.                            | Charles Desskasa, Publiscista | — "Sullied By Thy Name" |
| 1977      | 79 Park Avenue                         | Harry Vito | Miniseries (3 episodis) |
| 1978      | The Immigrants                         | Alan Brocker | Telefilm |
| 1978      | Greatest Heroes of the Bible           | Adonijah | — "The Judgement of Solomon" |
| 1978–1984 | Fantasy Island                         | Michael Anderson / Cyrano de Bergerac / Monsieur Berandt Sabatier / Evan Watkins / Professor Harold DeHaven / Colin McArthur / Dr. Roger Sullivan | 6 episodis |
| 1979      | Hawaii Five-O                          | Harry Clive | — "The Bark and the Bite" |
| 1980      | Vega$                                  | Michael Jennings | — "Aloha, You're Dead" |
| 1981      | Golden Gate                            | Monty Sager | Telefilm |
| 1982      | Rooster                                | Jerome Brademan | Telefilm |
| 1982–1984 | Dynasty                                | Rashid Ahmed | Recurring role (6 episodis) |
| 1982–1988 | Falcon Crest                           | Tony Cumson | Paper recurrent (32 episodis) |
| 1983      | Savage in the Orient                   | Nick Costa | Telefilm |
| 1983      | Hardcastle and McCormick               | Martin Cody | — "Rolling Thunder" |
| 1983      | L'espantaocells i la senyora King      | Dirk Fredericks | 2 episodis — "The First Time" — "Saved by the Bells"                                                                                           |
| 1983–1985 | The A-Team                             | Kalem / Martin James | 2 episodis — "Children of Jamestown" (1983) — "Moving Targets" (1985)                                                                          |
| 1984      | Magnum P.I.                            | Ed Russler | — "Jororo Farewell" |
| 1984      | Masquerade                             | Joey Savane | — "The French Correction" |
| 1984      | Finder of Lost Loves                   | Commander Zach Donahue | — "White Lies" |
| 1984      | American Playhouse Presents            | Epps | — "Solomon Northup's Odyssey" |
| 1984–1994 | S'ha escrit un crim                    | Bernardo Bonelli / Marco Gambini / Jerry Lydecker                                                                                                 | 3 episodis — "Hooray for Homicide" (1984) — "A Very Good Year for Murder" (1988) — "Proof in the Pudding" (1994)                               |
| 1985      | Half Nelson                            | Unknown | — "Diplomatic Immunity" |
| 1985      | Brothers in Law                        | Royal Cane | Telefilm |
| 1985      | Glitter                                | The Author | — "The Matriarch" |
| 1987      | Alfred Hitchcock Presents              | Garth December | — "The Specialty of the House" |
| 1987      | Hotel                                  | Jack Curtis | — "Fallen Angel" |
| 1989      | The Ray Bradbury Theatre               | Dudley Stone | — "The Wonderful Death of Dudley Stone" |
| 1991      | Monsters                               | Benjamin O'Connell | — "The Waiting Room" |
| 1991      | Matlock                                | John Franklin | — "The Parents" |
| 1991      | Payoff                                 | Rafael Concion | Telefilm |
| 1991      | Blackmail                              | Gene | Telefilm |
| 1991      | In the Heat of the Night               | Dalton Sykes | — "Liar's Poker" |
| 1992      | Lucky Luke                             | The Man In Black | — "Magia Indiana" |
| 1994–1995 | Melrose Place                          | Henry Waxman | paper recurrent (4 episodis) |
| 1995      | Liz: The Elizabeth Taylor Story        | Richard Brooks | Telefilm |
| 1996      | Kung Fu: The Legend Continues          | Straker | — "Escape" |
| 1997      | California                             | Don Rafael Guevara | — "episodi #1.1" |
| 2001      | Living in Fear                         | Reverend Leo Hausman | Telefilm |
| 2005      | CSI: Crime Scene Investigation         | Walter Gordon | — "Grave Danger: Part 1" |
| 2006      | Masters of Horror                      | Jeb "Pa" Jameson | — "Pelts" |
| 2009      | War Wolves                             | Tony Ford | Telefilm |

## Premis i nominacions
Globus d'Or
- Nova Estrella de l'Any - Actor: This Happy Feeling (guanyador)
- Millor actor secundari - pel·lícula: The Appaloosa (nominat)

Action On Film Festival Internacional de Cinema
- 2006 Millor actor secundari: The Craving Heart (guanyador)

Festival de curtmetratges de Beverly Hills
- 2009 Millor actor: Old Dogs (guanyador)

Festival Internacional de Cinema FAIF
- Premi Judge Choice 2006 al millor actor secundari: The Craving Heart (nominat)

Method Fest Independent Film Festival
- 2008 Millor actor secundari: God's Ears (nominat)

New Media Film Festival
- Millor llargmetratge 2010: God's Ears (guanyador)
- Gran Premi del Festival 2010: God's Ears (guanyador)

Western Heritage Awards
- Bronze Wrangler de 1967: The Appaloosa (guanyador)